# 乱丸XXX
『乱丸XXX』（らんまるトリプル・エックス）は、乾はるかによる日本の漫画作品。『週刊少年チャンピオン』（秋田書店）にて1995年19号から1997年14号まで連載された。全91話。単行本は全7巻。保健の先生・乱丸が、男女の恋愛に介入して騒動を起こす、お色気ドタバタラブコメディー。一話完結。ドラマCDも発売された。
秋水社から電子書籍化された際には『悩殺！パンティ教師 乱丸』に改題されている。

## あらすじ
聖マリム学園高等部に、文部省直々の派遣でXXX（トリプル・エックス）というコードネームの教師が赴任してくる。彼女こそ大胆なボディと行動力を持つエロスーパー女教師、乱丸淫子その人であった。

## 登場人物
「声」はドラマCDにおける担当声優。
乱丸 淫子（らんまる いんこ）声：富沢美智恵
主人公。文部省からの派遣で聖マリム学園高等部に赴任してきた美人教師。巨乳の持ち主であり、ワンレンボディコン等露出度の高い服装で学校に通う。また、水泳の授業や海でもスリングショットやマイクロビキニなど殆ど裸に近いビキニを愛用する。水泳の授業とは思えない露出度の高いビキニで福田遊紀や尾楠黒男を誘惑した。「モーニングサービス」と題して非常に際どい自前の衣装を着て生徒に見せつける。種類として乳輪がギリギリ隠れるヒモでしかないもの、フロントが食い込んでいるもの、お尻が丸見えで食い込んでいるもの、ボンデージと様々である。　校医として保健室に常駐しつつ、保健体育教師も兼ねており、担任として2年X（エックス）組を受け持つ（後に進級して3年X組）。
別作品『お元気クリニック』にも同姓同名の人物が登場しており、本作中でも乱丸本人により「イメージモデルが違うから別人」という主張とともに言及されている。
天使 ルミ（あまつか るみ）声：山崎和佳奈
福田の幼馴染。貧乳であるが、引き締まった尻で男を魅了している。後半で乱丸の助手を務め、ナース服を常に着る様になる。
福田 遊紀（ふくだ ゆうき）声：中井和哉
サッカー部のキャプテンでエースストライカー。ルミとは家が隣同士の幼馴染。巨乳でナイスバディな大人の女性が好み。母親は金髪巨乳モデルだが、彼が赤ん坊の頃にルミの父親と駆け落ちしてしまっている。
ハーフで銀髪であるが、顔は父親似。父親の福田触乳（ふくだ しょくにゅう）は有名画家で、風貌はお元気クリニックの主人公に酷似している。連載終盤で父親がルミの母と再婚したため、ルミとは義兄妹になった。
潮崎 和己（しおざき かずみ）声：野島健児
野球部に所属する超高校級の天才ピッチャー。連載当初から女性っぽい性格で描写されていたが、女装行為をきっかけに完全にホモとして目覚め、以前から好きだった福田に告白し、周囲にもカミングアウトする。以後、福田への想いを断ち切れずにいたが、最終的には美器と結ばれる。
二年生で出場した甲子園の決勝で強豪校相手に完全試合、その後の春のセンバツもあっさり優勝。三年の夏大会では女装のまま出場し、魔球に開眼しつつ三連覇を成す。西武ライオンズへの入団を希望していたがドラフトの結果叶わず（毎試合テレビ中継される球団が交渉権獲得。）、渡米してメジャーリーグに挑戦、シンシナティ・レッズに入団する。左投左打。
美器 兇子（みつわ きょうこ）
転校生。特異なフェロモンを発散する体質のせいで男性不信であったが、フェロモンに影響されず普通に接してくる潮崎にホレてしまう。程なく潮崎がホモをカミングアウトしたため、彼に振り向いてもらいたい一心で髪を切り男装する。
ジェーン・ジャンゴ・ホルスタイン（Jane Django Holstein）声：米本千珠
爆乳英語教師。Zカップと形容される巨大な乳房の持ち主。上半身はコスプレの時以外は星型のニプレスだけである。下はレザーボンテージに常に尻が露わになったTバックである。英語の発音はテキサス訛りがひどい。後に尾楠と結婚。同作者の『お元気クリニック』にはダイアンメロンというホルスタインに非常に似た体型のキャラクターがおりダイアンメロンのバスト180cmである。参照すればホルスタインもバスト180cmと推測される。
尾楠 黒男（おくす くろお）
ブルマーやスクール水着が大好きな変態体育教師。見るのも着るのも好き。水泳の授業で乱丸淫子の露出度の高いビキニで興奮せずブルマーやスクール水着が好きなことを白状した。
対津亜美（たいつ あみ）
学園長の御令嬢。またの名をパラレル亜美。

## 連載の背景
本作品の連載開始にあたっては、発表の場を青年誌から少年誌に移したことで「様々な壁にぶつかってボロボロの状態」であったと、作者は単行本第1巻巻末でコメントしている。また一方で、掲載誌『週刊少年チャンピオン』は自身のデビュー誌であり、 10年ぶりにチャンピオンコミックスに名を連ねることに対し感激している旨も語っている。本作品では「時間の流れをリアルタイムで行っているため」 当初の2年X組が3年に進級するだけでなく、いずれは卒業してしまう事態に備えて、代わりとして次世代の新キャラクター（池田、女神、広瀬ら一年生）を揃える ものの、連載は福田らの卒業と同時に終了してしまったため、世代交代も不完全な形に終わった。

## 単行本
- 乾はるか 『乱丸XXX』 秋田書店〈少年チャンピオン・コミックス〉、全7巻
  1. 1995年11月20日発行、ISBN 4253055206
  2. 1996年1月15日発行、ISBN 4253055214
  3. 1996年5月10日発行、ISBN 4253055222
  4. 1996年8月5日発行、ISBN 4253055230
  5. 1996年11月10日発行、ISBN 4253055249
  6. 1997年3月15日発行、ISBN 4253055257
  7. 1997年6月25日発行、ISBN 4253055265
- 単行本はイタリアでも出版。

## CD
「乱丸XXX（トリプル・エックス）」CDドラマ
- 日本コロムビア COCC-13578 1996年7月20日発売

乱丸役の富沢美智恵が歌う主題歌「ア☆ナ☆タの味方」及び、声優陣によるドラマを収録。